# Walnut, Mississippi
Walnut är en kommun (town) i Tippah County i Mississippi. Vid 2020 års folkräkning hade Walnut 704 invånare.